# Agnieszka Pachałko
Agnieszka Pachałko (née le 18 décembre 1973 à Inowrocław en Pologne) est une mannequin polonaise élue Miss International en 1993. Elle est la deuxième polonaise (après Agnieszka Kotlarska) à remporter ce titre.

## Biographie
Elle est reçue au baccalauréat au Ier lycée d'Inowrocław. Sa mère, Krystyna est un professeur de sciences naturelles à la retraite, son père est un professeur d'éducation physique retraité.
En 1993 elle est élue Miss Polski (ne pas confondre avec Miss Pologne) ce qui lui ouvre la porte du monde de la mode. Dans les années 1994–1999 elle travaille en tant que mannequin à Paris pour Karl Lagerfeld, Chanel, Yves Saint Laurent, Loris Azzaro, Pierre Cardin, Nina Ricci et Luis Ferrau. Dès son retour en Pologne, elle fonde une société textile.